# Sylvia Wood
Sylvia Wood ist eine neuseeländische Geschäftsfrau und derzeit (Stand 3. Dezember 2023) Präsidentin der New Zealand National Party. Sie folgte auf Peter Goodfellow.
Wood wuchs auf der Südinsel auf. Sie besitzt und leitet eine Personalberatung. Wood arbeitete auch als Beziehungsspezialistin. Sie trat 2014 der New Zealand National Party bei und wurde 2021 in den Vorstand gewählt. Am 7. August 2022 wurde sie zur Präsidentin gewählt.
Wood ist Mitglied des Employment Law Institute und des Institute of Directors.
Derzeit lebt sie in Auckland.